# سد جیانگپینگه
سد جیانگپینگه (به لاتین: Jiangpinghe Dam) یک سد خاکی و نیروگاه برقابی در چین است که در هوبئی واقع شده‌است.